# Nandidae

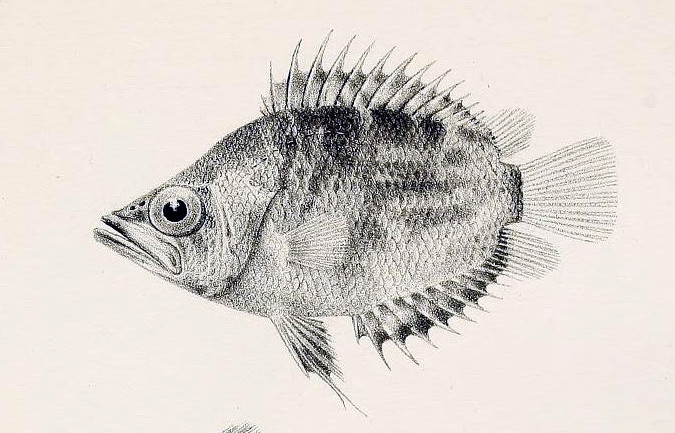
Polycentropsis abbreviata

Los Nandidae son una familia de peces de agua dulce y de estuarios incluida en el orden Perciformes. Se distribuyen por ríos tropicales de todo el sur de Asia y África y en estuarios marinos de estos ríos.
Cabeza grande con una gran boca; aleta dorsal continua y aleta caudal redondeada; la línea lateral incompleta o inexistente; el preopérculo y los huesos infraorbitales tienen el borde serrado.
Muchas especies son depredadores feroces. En su comportamiento reproductivo tienen cuidado de sus crías; las larvas tienen numerosas células de fijación individuales al saco vitelino.

## Sistemática
De acuerdo al sistema de Nelson, la familia Nandidae se encuentra incluida en el orden Perciformes, suborden Percoidei.
Estudios recientes promovieron la propuesta de incluir a la familia en el orden Anabantiformes . Las relaciones filogenéticas con los Anabantiformes se han dilucidado utilizando datos moleculares.A continuación se muestran las relaciones filogenéticas entre las familias anabantiformes con la familia Nandidae después de Collins et al. (2015):.

|  | Pristolepididae                                      |
|  |                                                      |
|  | \| \| Badidae \| \| \| \| \| \| Nandidae \| \| \| \| |
|  |                                                      |
|  | Badidae                                              |
|  |                                                      |
|  | Nandidae                                             |
|  |                                                      |

|  | Badidae  |
|  |          |
|  | Nandidae |
|  |          |

|  | Channidae |
|  |           |

|  | Anabantidae                                                      |
|  |                                                                  |
|  | \| \| Helostomatidae \| \| \| \| \| \| Osphronemidae \| \| \| \| |
|  |                                                                  |
|  | Helostomatidae                                                   |
|  |                                                                  |
|  | Osphronemidae                                                    |
|  |                                                                  |

|  | Helostomatidae |
|  |                |
|  | Osphronemidae  |
|  |                |

|  | Anabantidae                                                      |
|  |                                                                  |
|  | \| \| Helostomatidae \| \| \| \| \| \| Osphronemidae \| \| \| \| |
|  |                                                                  |
|  | Helostomatidae                                                   |
|  |                                                                  |
|  | Osphronemidae                                                    |
|  |                                                                  |

|  | Helostomatidae |
|  |                |
|  | Osphronemidae  |
|  |                |

|  | Channidae |
|  |           |

|  | Anabantidae                                                      |
|  |                                                                  |
|  | \| \| Helostomatidae \| \| \| \| \| \| Osphronemidae \| \| \| \| |
|  |                                                                  |
|  | Helostomatidae                                                   |
|  |                                                                  |
|  | Osphronemidae                                                    |
|  |                                                                  |

|  | Helostomatidae |
|  |                |
|  | Osphronemidae  |
|  |                |

|  | Anabantidae                                                      |
|  |                                                                  |
|  | \| \| Helostomatidae \| \| \| \| \| \| Osphronemidae \| \| \| \| |
|  |                                                                  |
|  | Helostomatidae                                                   |
|  |                                                                  |
|  | Osphronemidae                                                    |
|  |                                                                  |

|  | Helostomatidae |
|  |                |
|  | Osphronemidae  |
|  |                |

|  | Pristolepididae                                      |
|  |                                                      |
|  | \| \| Badidae \| \| \| \| \| \| Nandidae \| \| \| \| |
|  |                                                      |
|  | Badidae                                              |
|  |                                                      |
|  | Nandidae                                             |
|  |                                                      |

|  | Badidae  |
|  |          |
|  | Nandidae |
|  |          |

|  | Channidae |
|  |           |

|  | Anabantidae                                                      |
|  |                                                                  |
|  | \| \| Helostomatidae \| \| \| \| \| \| Osphronemidae \| \| \| \| |
|  |                                                                  |
|  | Helostomatidae                                                   |
|  |                                                                  |
|  | Osphronemidae                                                    |
|  |                                                                  |

|  | Helostomatidae |
|  |                |
|  | Osphronemidae  |
|  |                |

|  | Anabantidae                                                      |
|  |                                                                  |
|  | \| \| Helostomatidae \| \| \| \| \| \| Osphronemidae \| \| \| \| |
|  |                                                                  |
|  | Helostomatidae                                                   |
|  |                                                                  |
|  | Osphronemidae                                                    |
|  |                                                                  |

|  | Helostomatidae |
|  |                |
|  | Osphronemidae  |
|  |                |

|  | Channidae |
|  |           |

|  | Anabantidae                                                      |
|  |                                                                  |
|  | \| \| Helostomatidae \| \| \| \| \| \| Osphronemidae \| \| \| \| |
|  |                                                                  |
|  | Helostomatidae                                                   |
|  |                                                                  |
|  | Osphronemidae                                                    |
|  |                                                                  |

|  | Helostomatidae |
|  |                |
|  | Osphronemidae  |
|  |                |

|  | Anabantidae                                                      |
|  |                                                                  |
|  | \| \| Helostomatidae \| \| \| \| \| \| Osphronemidae \| \| \| \| |
|  |                                                                  |
|  | Helostomatidae                                                   |
|  |                                                                  |
|  | Osphronemidae                                                    |
|  |                                                                  |

|  | Helostomatidae |
|  |                |
|  | Osphronemidae  |
|  |                |

Existen 9 especies agrupadas en tres géneros:
- Género Afronandus (Meinken, 1955)
  - Afronandus sheljuzhkoi (Meinken, 1954) - Pez hoja cuatroespinas
- Género Nandus (Valenciennes en Cuvier y Valenciennes, 1831)
  - Nandus andrewi (Ng y Jaafar, 2008)
  - Nandus meni (Hossain y Sarker, 2013)
  - Nandus mercatus (Ng, 2008)
  - Nandus nandus (Hamilton, 1822) - Pez hoja del Ganges
  - Nandus nebulosus (Gray, 1835) - Pez hoja de Borneo
  - Nandus oxyrhynchus (Ng, Vidthayanon y Ng, 1996)
  - Nandus prolixus (Chakrabarty, Oldfield y Ng, 2006)
- Género Polycentropsis (Boulenger, 1901)
  - Polycentropsis abbreviata (Boulenger, 1901) - Pez hoja africano